# Acraspis erinacei
Acraspis erinacei är en stekelart som först beskrevs av William Beutenmüller 1909.  Acraspis erinacei ingår i släktet Acraspis och familjen gallsteklar. Inga underarter finns listade i Catalogue of Life.